# Aérodrome de Kaieteur
Pour les articles homonymes, voir KAI.
L'aéroport de Kaieteur (code IATA : KAI • code OACI : SYKA) est un aéroport desservant le Parc national de Kaieteur dans la régioin du Potaro-Siparuni, en Guyana.
L'aéroport est à moins de 1 km à l'ouest des chutes de Kaieteur.

## Situation
| \| 20 km1:1 878 000 \| Georgetown-Cheddi Jagan Kaieteur Georgetown-Ogle |
| 20 km1:1 878 000                                                        |

## Compagnies aériennes et destinations
| Compagnies           | Destinations                             |
| -------------------- | ---------------------------------------- |
| Roraima Airways      | Georgetown-Cheddi Jagan, Georgetown-Ogle |
| Trans Guyana Airways | Georgetown-Ogle                          |

Édité le 09/08/2018  Actualisé le 5/12/2023